# دونتي غرين
دونتي غرين (بالإنجليزية: Donté Greene)‏ مواليد 21 فبراير 1988 في ميونخ، بافاريا، ألمانيا الغربية، هو لاعب كرة سلة أمريكي بدأ مسيرته الاحترافية في سنة 2008 حيث تم اختياره من قبل فريق ميمفيس غريزليس خلال الدرافت، يلعب مع فريق نادي النصر الرياضي ويحمل الرقم 15. يبلغ طوله 6 قدم 11 بوصة (2.1 م).

## فرق لعب لها
- سكرامنتو كينغز
- نادي النصر الرياضي

## إحصائيات المسيرة

### الموسم الاعتيادي
| السنة   | الفريق         | لعب | بدأ | دقيقة | ميداني% | ثلاثية | حرة  | ارتداد | صنع | استلاب | تصدي | نقطة |
| ------- | -------------- | --- | --- | ----- | ------- | ------ | ---- | ------ | --- | ------ | ---- | ---- |
| 2008–09 | سكرامنتو كينغز | 55  | 4   | 13.2  | .326    | .260   | .853 | 1.6    | .5  | .3     | .3   | 3.8  |
| 2009–10 | سكرامنتو كينغز | 76  | 50  | 21.4  | .441    | .377   | .643 | 3.1    | .9  | .5     | .7   | 8.5  |
| 2010–11 | سكرامنتو كينغز | 69  | 21  | 16.3  | .404    | .292   | .662 | 2.1    | .7  | .5     | .3   | 5.8  |
| 2011–12 | سكرامنتو كينغز | 53  | 7   | 14.7  | .406    | .238   | .800 | 2.5    | .6  | .3     | .5   | 5.4  |
| المسيرة |                | 253 | 82  | 16.8  | .406    | .304   | .701 | 2.4    | .7  | .4     | .5   | 6.1  |

## روابط خارجية
- دونتي غرين على موقع الاتحاد الدولي لكرة السلة (الإنجليزية)
- دونتي غرين على موقع إن بي أي (الإنجليزية)
- دونتي غرين على موقع fiba3x3.com (الإنجليزية)
- دونتي غرين على موقع سبورتس رفرنس (الإنجليزية)
- دونتي غرين على موقع كرة السلة الأوروبية.كوم (الإنجليزية)
- دونتي غرين على موقع كلية كرة السلة في سبورتس رفرنس.كوم (الإنجليزية)
- دونتي غرين على موقع ريلجم (الإنجليزية)
- دونتي غرين على موقع بروبوليرز (الإنجليزية)
- دونتي غرين على موقع سبورتس رفرنس (الإنجليزية)
- دونتي غرين على موقع سبورتس رفرنس (الإنجليزية)